# Marlena Makiel-Hędrzak
Marlena Dorota Makiel-Hędrzak (ur. 8 listopada 1968 w Krośnie, zm. 31 grudnia 2019) – polska malarka i rysowniczka, dr hab. prof.  nadzw.

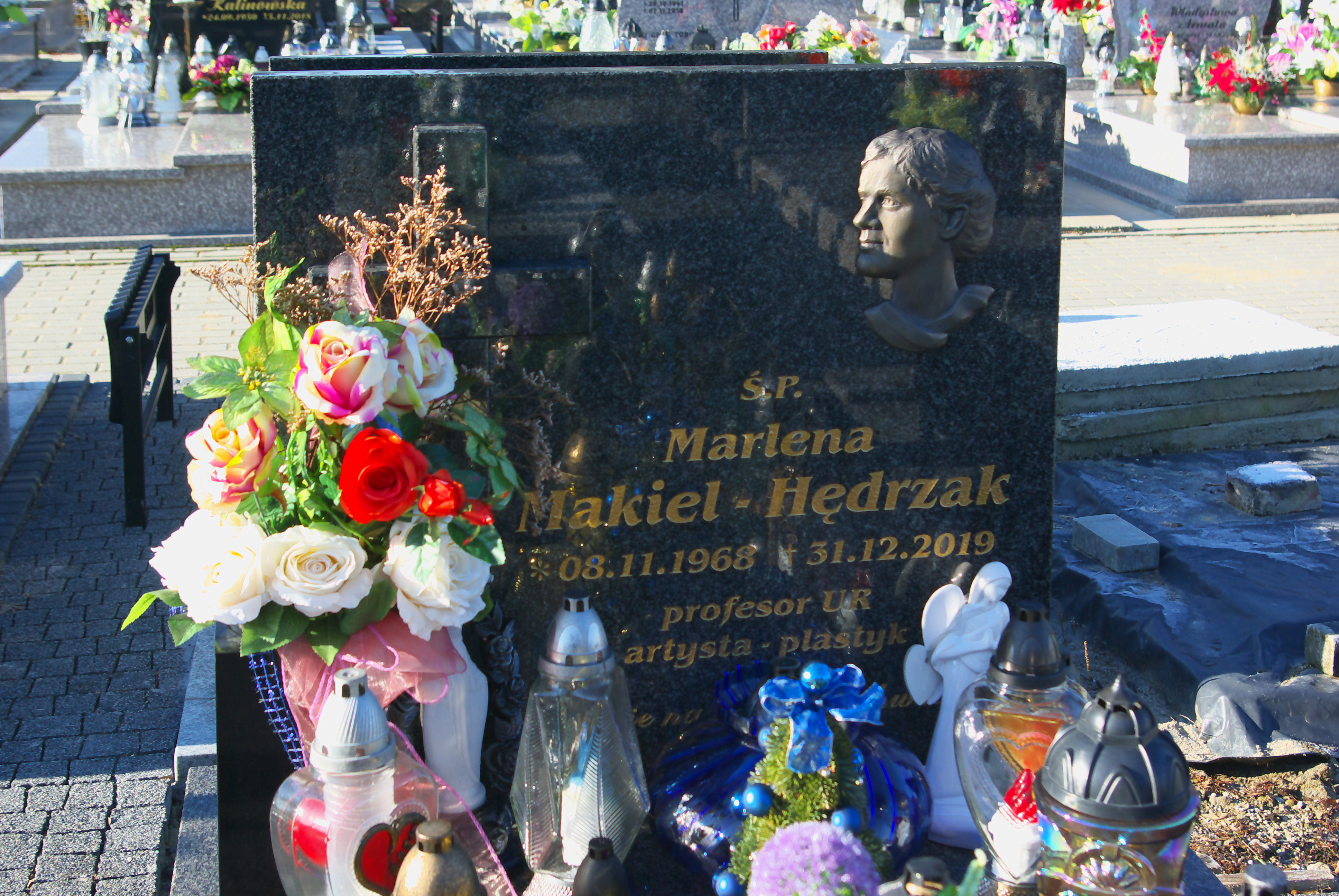
Grób Marleny Makiel-Hędrzak

## Życiorys
Urodziła się 8 listopada 1968 w Krośnie. Absolwentka Państwowego Liceum Sztuk Plastycznych w Miejscu Piastowym. Studiowała w Instytucie Wychowania Artystycznego na Uniwersytecie Marii Curie-Skłodowskiej, gdzie w 1995 otrzymała dyplom z wyróżnieniem w pracowni prof. Stanisława Góreckiego. Obroniła pracę doktorską, następnie habilitowała się na podstawie dorobku naukowego i pracy. Otrzymała nominację profesorską.
Od 1996 pracowała w Instytucie Wychowania Plastycznego Uniwersytetu Rzeszowskiego. W 2001 była adiunktem. Została profesorem nadzwyczajnym w Zakładzie Rysunku na Wydziale Sztuki URz, oraz profesorem uczelni w Instytucie Sztuk Pięknych Kolegium Nauk Humanistycznych URz, a także w Państwowej Wyższej Szkole Zawodowej im. Jana Grodka w Sanoku.
Przed 2001 jej prace prezentowane na wystawach indywidualnych i zbiorowych w kraju i zagranicą. Należała do Związku Polskich Artystów Plastyków. była inicjatorką powstania rocznika „Warstwy” i została jego redaktorką naczelną.
Była zamężna z Januszem Hędrzakiem, poetą i malarzem, z którym miała syna Marcina. Zmarła w szpitalu 31 grudnia 2019. 4 stycznia 2020 została pochowana na Cmentarzu Komunalnym w Krośnie.